# Topeka
För andra betydelser, se Topeka (olika betydelser).
Topeka (kansa: Tó Ppí Kˀé) är huvudstad i Kansas och centralort i Shawnee County, USA. Staden är belägen längs med Kansasfloden i centrala delen av Shawnee County, i nordöstra Kansas. Enligt 2020 års folkräkning hade staden 126 587 invånare. Washburn University är beläget i staden.

## Geografi
Stadens totala yta omfattar 147,6 km². 145,1 km² är land och 2,5 km² är vatten.

## Klimat
Topeka har av Forbes beskrivits som en av de städer i USA med störst variation i temperatur, nederbörd och vind.

## Stora företag i staden
- Westar Energy
- Collective Brands
- CoreFirst Bank & Trust
- Capitol Federal Savings Bank
- Hill's Pet Nutrition
- Sports Car Club of America
- Blue Cross and Blue Shield of Kansas

## Sevärdheter
- Combat Air Museum
- Kansas Museum of History
- Reinisch Rose Garden and Doran Rock Garden
- Topeka Zoo
- Kansas Judicial Center
- Cedar Crest

## Tidningar
Topeka har en daglig nyhetstidning, Topeka Capital-Journal. Staden har också en tidning som kommer ut två gånger i veckan, The Topeka Metro News.

## Topeka i populärkulturen
- Topeka nämns ofta i Stephen Kings The Stand- och The Dark Tower-serierna series.[5]

## Kända personer från Topeka
- Annette Bening, skådespelerska
- Charles Curtis, USA:s 31:a vicepresident
- Coleman Hawkins, jazzmusiker
- Nancy Landon Kassebaum, senator 1978-1997
- Katrina Leskanich, sångerska i Katrina and the Waves
- Sam Brownback
- Fred Phelps
- Bill Disney (1932–2009), skridskoåkare